# Bermudas en los Juegos Olímpicos de Berlín 1936
Las Bermudas estuvieron representadas en los Juegos Olímpicos de Berlín 1936 por un total de 5 deportistas masculinos que compitieron en natación.
El equipo olímpico bermudeño no obtuvo ninguna medalla en estos Juegos.